# Greta Gerwig

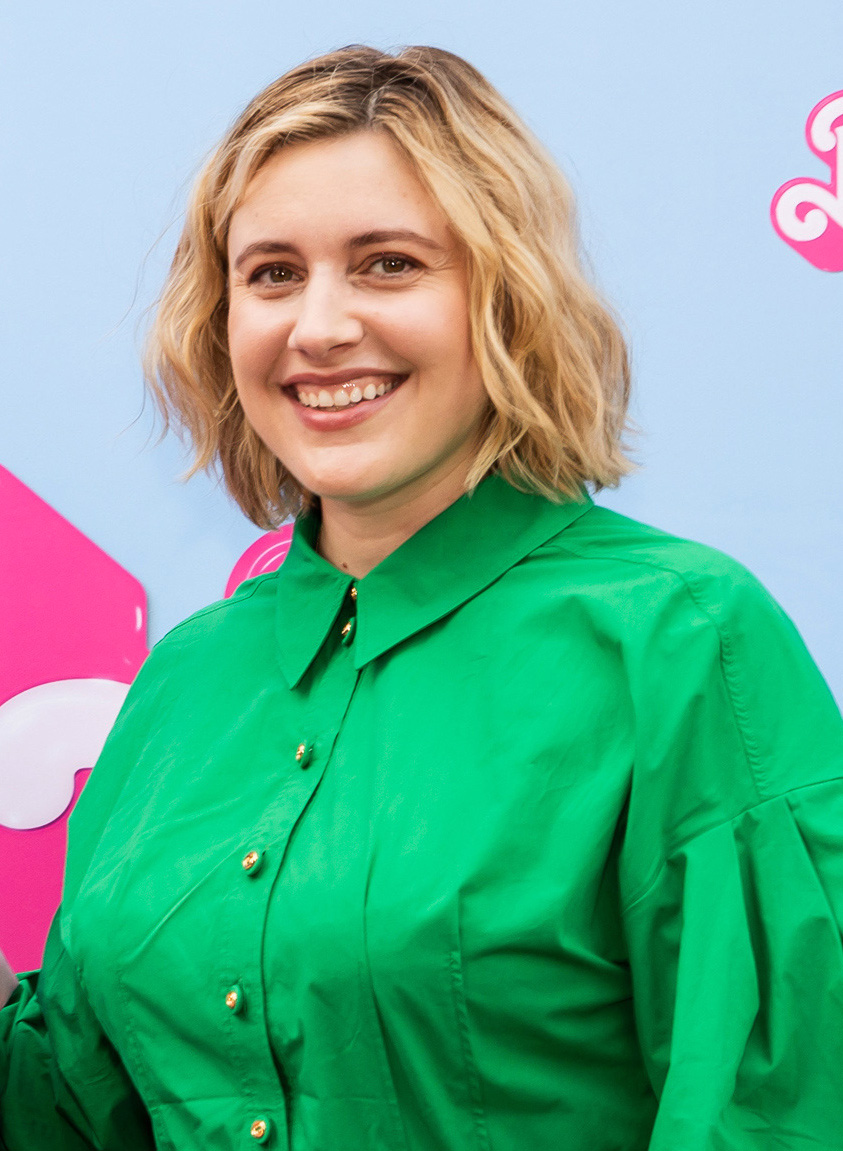
Greta Gerwig (2023)

Greta Celeste Gerwig (* 4. August 1983 in Sacramento, Kalifornien) ist eine US-amerikanische Schauspielerin, Drehbuchautorin, Filmregisseurin und Filmproduzentin. 
Als Darstellerin trat sie seit Mitte der 2000er Jahre in Produktionen der unabhängigen „Mumblecore“-Filmbewegung auf. Durch die weibliche Hauptrolle im Spielfilm Greenberg (2010) wurde sie auch international bekannt. Der von Gerwig 2017 geschriebene und inszenierte Film Lady Bird brachte ihr 2018 zwei Oscar-Nominierungen ein. Ein weiterer Erfolg gelang ihr mit der 2023 erschienenen Komödie Barbie, die mehr als eine Milliarde US-Dollar an den Kinokassen einspielte.

## Leben

### Ausbildung und erste Filmrollen
Gerwig wurde 1983 in Sacramento geboren und wuchs dort mit einer Schwester auf. Ihr Vater ist im Kreditgeschäft tätig und auf Darlehen für kleine und mittelständische Unternehmen spezialisiert, ihre Mutter ist Krankenschwester. Greta Gerwig wurde nach eigener Aussage „sehr katholisch erzogen“. Früh begeisterte sie sich für das Theater, studierte jedoch auf Anraten ihrer Mutter Philosophie und Englisch am Barnard College in New York.
Neben dem Studium schrieb Gerwig Theaterstücke und gründete eine Sketch-Comedy-Gruppe. Ihre Werke wurden an ihrer Hochschule und mehreren Schauspielhäusern aufgeführt. Im Sommer 2006 war sie Schriftsteller-Stipendiatin („writer-in-residence“) am Vassar College und beim New York Stage & Film’s Powerhouse Theater Festival. Parallel zu dieser Tätigkeit begann sie im Freundeskreis erste eigene Filme zu realisieren.
Im selben Jahr machte Gerwig auf dem South by Southwest Film Festival in Austin die Bekanntschaft des unabhängigen Filmemachers Joe Swanberg, eines Vertreters der Mumblecore-Bewegung, deren Werke sich ähnlich denen der dänischen Dogma-Regisseure durch geringe Budgets, den Einsatz von Handkameras, lose Handlungen und spontane Dialoge auszeichnen. Unter der Regie von Swanberg gab Gerwig 2006 ihr Debüt als Filmschauspielerin in seiner Tragikomödie LOL in der Rolle eines Mädchens, das seinem Verehrer Selbstporträts per Handy zuschickt.

### Regiedebüt und Erfolg mitGreenberg

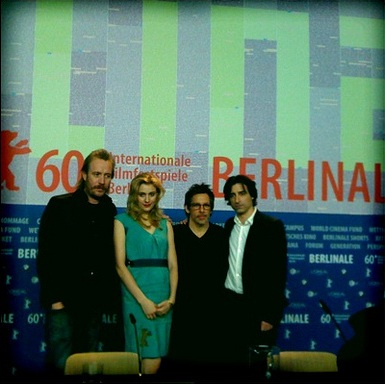
Gerwig mit der Besetzung von Greenberg bei der Berlinale 2010

US-amerikanische Kritiker wurden erstmals auf Gerwig als Schauspielerin durch Swanbergs dritten Spielfilm, Hannah Takes the Stairs (2007), aufmerksam, an dessen Drehbuch sie auch mitwirkte. Darin übernahm sie die Titelrolle einer College-Absolventin, die einen Sommer in Chicago verbringt und vergeblich nach romantischer Erfüllung sucht. Mit Auftritten in den Mumblecore-Filmen Baghead und Yeast (beide 2008) von Jay und Mark Duplass beziehungsweise Mary Bronstein avancierte sie zu einer führenden Darstellerin dieses Kinostils. Im selben Jahr übernahm sie mit Swanberg die Regie und schrieb das Drehbuch des Filmdramas Nights and Weekends (2008), in dem sie und Swanberg auch die Hauptrollen spielen und ein Paar darstellen, das eine Fernbeziehung führen muss.
Im Jahr 2009 übernahm die vom US-Branchendienst The Hollywood Reporter als „indie star“ betitelte Schauspielerin und Filmemacherin ihre erste Hauptrolle in einer Mainstream-Produktion. Regisseur und Drehbuchautor Noah Baumbach war durch die neue Reihe von Independent-Filmen auf Gerwig aufmerksam geworden. Er empfand sie als „außergewöhnlich“ und „sehr speziell“ und besetzte sie neben Ben Stiller in seiner Tragikomödie Greenberg (2010), die im Wettbewerb der 60. Filmfestspiele von Berlin vertreten war. Der Part der jungen Haushälterin Florence, die von einer Karriere als Sängerin träumt, machte Gerwig einem internationalen Publikum bekannt. Deutschsprachige Kritiker feierten sie als Neuentdeckung. Der Kritiker A. O. Scott (The New York Times) pries sie unterdessen als mögliche „maßgebliche Leinwandheldin ihrer Generation“. Gerwig scheine in einigen Szenen gar nicht zu spielen und ihre transparente Darstellung rühre weniger von einer ausgefeilten Technik als vom Fehlen jeglicher Methode her. Dennoch verglich Scott ihre Darstellung mit der von Zoe Kazan (Exploding Girl, 2009) und Michelle Williams (Wendy and Lucy, 2008). In How I Met Your Dad, dem Pilotfilm zum Ableger von How I Met Your Mother, sollte sie die Hauptrolle übernehmen. Das Projekt wurde jedoch vom Fernsehsender CBS nicht weitergeführt.

### Oscarnominierungen fürLady BirdundLittle Women
Im Jahr 2017 inszenierte Gerwig Lady Bird, ihren ersten vollständig unter eigener Regie entstandenen Spielfilm, den sie auch produzierte und dessen Drehbuch sie schrieb. Obwohl das Drehbuch zahlreiche Elemente ihrer eigenen Jugend aufgreift, versteht Gerwig den Film nicht als autobiographisch. Lady Bird erhielt zahlreiche Auszeichnungen, darunter zwei Auszeichnungen bei den Golden Globe Awards 2018. Bei der Oscarverleihung 2018 war der Film in fünf Kategorien nominiert, darunter für die beste Regie und das beste Originaldrehbuch.
Als nächstes Projekt schrieb sie das Drehbuch und führte Regie bei Little Women, einer Adaption des Romans von Louisa May Alcott. Bei der Oscarverleihung 2020 war der Film sechsmal nominiert, darunter Gerwig für das beste adaptierte Drehbuch.

### Kommerzieller Erfolg mitBarbie
Im Jahr 2023 kam der Film Barbie in die US-Kinos, bei dem Gerwig Regie führte und gemeinsam mit Noah Baumbach das Drehbuch verfasste. Die Rollen der Spielzeugpuppen Barbie und Ken spielen in diesem Realfilm Margot Robbie und Ryan Gosling. Mit deutlich mehr Eintritten als Oppenheimer, Indiana Jones und Mission: Impossible verzeichnete Barbie das beste Eröffnungswochenende 2023 (Stand August 2023). Im August 2023 wurde Barbie der erste von einer einzigen Regisseurin realisierte Film, der mehr als eine Milliarde US-Dollar an den Kinokassen einspielte.
Gerwig war im Mai 2024 Jurypräsidentin der Internationalen Filmfestspiele von Cannes. Die französische Sängerin Zaho de Sagazan widmete ihr auf der Eröffnungsgala Modern Love von David Bowie.

## Privates
Greta Gerwig lebt seit dem Jahr 2011 mit ihrem Partner Noah Baumbach in New York City. Aus der Beziehung gingen zwei Söhne hervor (geboren 2019 und 2023). Gerwig ist mit der Dramatikerin Annie Baker verschwägert. Baker ist die Ehefrau von Baumbachs Bruder Nico.

## Filmografie (Auswahl)
Schauspiel

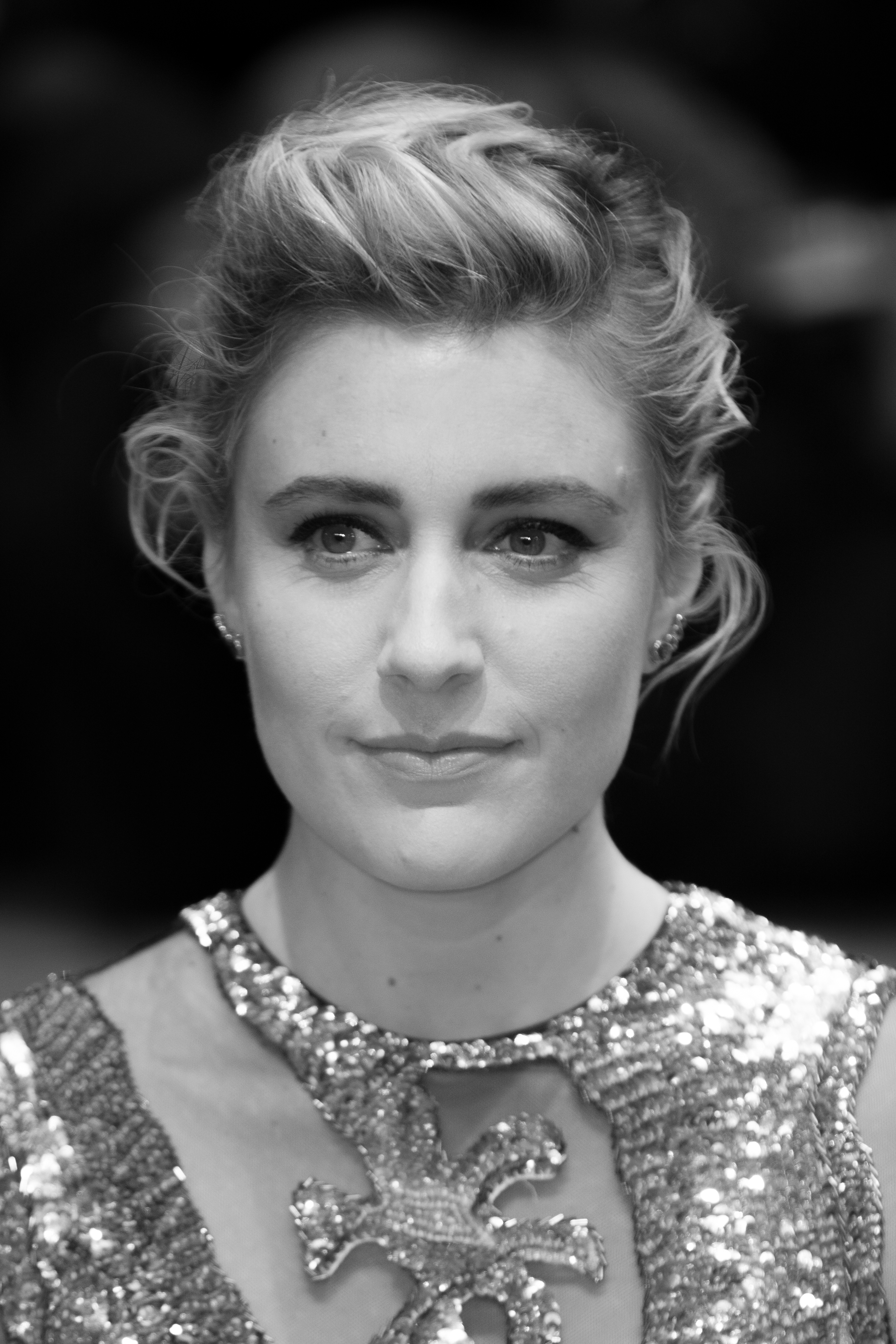
Greta Gerwig (2018)

- 2006: Thanks for the Add! (Kurzfilm)
- 2006: LOL
- 2007: Hannah Takes the Stairs
- 2008: Baghead
- 2008: Yeast
- 2008: Nights and Weekends
- 2008: Quick Feet, Soft Hands (Kurzfilm)
- 2008: I Thought You Finally Completely Lost It
- 2009: You Wont Miss Me
- 2009: The House of the Devil
- 2009: Finde mich in New York! (Une aventure New-Yorkaise, Fernsehfilm)
- 2009: Family Tree (Kurzfilm)
- 2010: Greenberg
- 2010: Art House
- 2010: Northern Comfort
- 2011: Freundschaft Plus (No Strings Attached)
- 2011: The Dish And The Spoon
- 2011: Arthur
- 2011: Algebra in Love (Damsels in Distress)
- 2011–2015: China, IL (Fernsehserie, 21 Episoden)
- 2012: To Rome with Love
- 2012: Lola gegen den Rest der Welt (Lola Versus)
- 2012: Frances Ha
- 2012: The Corrections (Fernsehfilm)
- 2014: Der letzte Akt (The Humbling)
- 2014: Eden
- 2015: Mistress America
- 2015: Maggies Plan (Maggie’s Plan)
- 2016: Wiener Dog (Wiener-Dog)
- 2016: The Mindy Project (Fernsehserie, Episoden 4x25–4x26)
- 2016: Jackie: Die First Lady (Jackie)
- 2016: Jahrhundertfrauen (20th Century Women)
- 2018: Isle of Dogs – Ataris Reise (Isle of Dogs, Stimme von Tracy)
- 2022: Weißes Rauschen (White Noise)

Drehbuch
- 2007: Hannah Takes the Stairs
- 2008: Nights and Weekends
- 2010: Northern Comfort
- 2012: Frances Ha
- 2015: Mistress America
- 2015: China, IL (Fernsehserie, 10 Episoden)
- 2017: Lady Bird
- 2019: Little Women
- 2023: Barbie (gemeinsam mit Noah Baumbach)

Regie
- 2008: Nights and Weekends (Co-Regie, mit Joe Swanberg)
- 2017: Lady Bird
- 2019: Little Women
- 2023: Barbie

Produktion
- 2008: Nights and Weekends
- 2015: Mistress America

## Auszeichnungen und Nominierungen
Oscar
- 2018: Nominierung für die beste Regie für Lady Bird
- 2018: Nominierung für das beste Originaldrehbuch für Lady Bird
- 2020: Nominierung für das beste adaptierte Drehbuch für Little Women
- 2024: Nominierung für das beste adaptierte Drehbuch für Barbie

Golden Globe Award
- 2014: Nominierung als beste Hauptdarstellerin – Komödie oder Musical für Frances Ha
- 2018: Nominierung für das beste Filmdrehbuch für Lady Bird
- 2024: Nominierung für die beste Regie für Barbie
- 2024: Nominierung für das beste Filmdrehbuch für Barbie (gemeinsam mit Noah Baumbach)

Critics’ Choice Movie Award
- 2014: Nominierung als beste Schauspielerin in einer Komödie für Frances Ha
- 2017: Nominierung als beste Nebendarstellerin für Jahrhundertfrauen
- 2018: Nominierung für die beste Regie für Lady Bird
- 2018: Nominierung für das beste Originaldrehbuch für Lady Bird
- 2020: Nominierung für die beste Regie für Little Women
- 2020: Bestes adaptiertes Drehbuch für Little Women
- 2024: Nominierung für die beste Regie für Barbie
- 2024: Bestes Originaldrehbuch für Barbie

British Academy Film Award
- 2018: Nominierung für das Beste Originaldrehbuch für Lady Bird
- 2020: Nominierung für das Beste adaptierte Drehbuch für Little Women
- 2024: Nominierung für das Beste Originaldrehbuch für Barbie (gemeinsam mit Noah Baumbach)

Writers Guild of America Award
- 2020: Nominierung für das beste adaptierte Drehbuch für Little Women[21]